# Kenneth Ross MacKenzie
Kenneth Ross MacKenzie (Portland, 15 giugno 1912 – Los Angeles, 4 luglio 2002) è stato un fisico statunitense.
Nel 1940 scoprì, insieme ad Emilio Segrè e Dale Raymond Corson, l'astato.